# Kisegyházas
Kisegyházas (1899-ig Kosztolnafalu, szlovákul Kostolná Ves, korábban Kostolnejsa) község Szlovákiában, a Trencséni kerületben, a Privigyei járásban.

## Fekvése
Privigyétőltól 14 km-re északnyugatra, a Nyitrica-patak partján fekszik.

## Története
A falu a 13. században keletkezett. A nyitrai vár tartozéka volt, később birtokában több nemesi család: a Bossányi, Rudnay és Újváry családok osztoztak. 1332-ben a pápai tizedjegyzékben „Uyeghaz” néven említik először. 1332-37-ben megtaláljuk még „Divec Superior”, „Veghaz”, illetve 1390-ben „Wyeghaz” néven is. Gótikus temploma a 14. században már állt. 1553-ban malma és 6 portája volt. 1715-ben 8 háza állt. A község anyakönyveit 1718-tól vezetik, de csak 1790-től van meg a Nyitraivánkai levéltárban. 1778-ban 2 nemesi és 23 jobbágyháza volt 198 lakossal.
A 18. század végén Vályi András így ír róla: „KOSZTOLNAFALVA. Elegyes falu Nyitra Várm. földes Ura Bosányi Uraság, lakosai katolikusok, fekszik, Bajmóczhoz egy mértföldnyire, határja soványas, fája nints, réttye tsekélyes, alkalmatos legelője van.”
1828-ban 44 házában 308 lakos élt. Lakói mezőgazdasági idénymunkákkal, gyümölcstermesztéssel foglalkoztak.
Fényes Elek 1851-ben kiadott geográfiai szótárában így ír a faluról: „Kosztolnafalva, (Kosztolnyejsza), Nyitra m. tót falu, 308 kath. lak., kath. paroch. templommal. F. u. a Bosányi család. Ut. p. Privigye.”
Borovszky Samu monográfiasorozatának Nyitra vármegyét tárgyaló része szerint: „Kosztolnafalu, a Belanka völgyben fekszik, Banka és Dlzsin közt. Lakosai tótajkuak, számuk 275, vallásuk r. kath. Postája Nyitra-Rudnó, táviró- és vasúti állomása Nyitra-Novák. Ősrégi község. 1113-ban »Kosztulán« (Costulan) néven várbirtok volt. Kath. temploma, mely fallal van körülvéve, 1515-ben már fennállott. Hajóját 1742-ben építették újra. Földesurai a Rudnayak voltak.”
A trianoni diktátumig Nyitra vármegye Privigyei járásához tartozott.

## Népessége
| Év:            | 1994. | 2004.   | 2014.   | 2024.    |
| -------------- | ----- | ------- | ------- | -------- |
| Emberek száma: | 459   | 467     | 445     | 499      |
| Eltérés:       |       | +1,74 % | -4,71 % | +12,13 % |

| Év:            | 2023. | 2024.   |
| -------------- | ----- | ------- |
| Emberek száma: | 507   | 499     |
| Eltérés:       |       | -1,57 % |

1910-ben 351, túlnyomórészt szlovák anyanyelvű lakosa volt.
2001-ben 469 lakosából 466 szlovák volt.
2011-ben 455 lakosából 449 szlovák volt.
2021-ben 510 lakosából 494 (+1) szlovák, 5 egyéb és 11 ismeretlen nemzetiségű volt.

## Híres személyek
- Itt szolgált Látecska Ede Endre (1891-1956) bencés tanár, plébános.

## Nevezetességei
- A Kisboldogasszony tiszteletére szentelt római katolikus temploma a 14. században épült. 1515-ben, 1742-ben és 1773-ban átépítették, a 19. században és 1933-ban megújították.
- Nepomuki Szent János szobra a 19. században készült.

## Külső hivatkozások
- Községinfó
- Kisegyházas Szlovákia térképén
- Travelatlas.sk
- E-obce.sk Archiválva 2006. december 1-i dátummal a Wayback Machine-ben